# Barkowice Mokre
Barkowice Mokre [barkɔˈvʲit͡sɛ ˈmɔkrɛ] ist ein Dorf in der polnischen Gemeinde Sulejów, Powiat Piotrkowski, Woiwodschaft Łódź, in Zentralpolen. Es befindet sich acht Kilometer im Norden von Sulejów, im Osten von Piotrków Trybunalski und im Südosten von der regionalen Hauptstadt Łódź. Der Ort liegt direkt am Sulejówstausee. Daher hat sich hier Tourismus entwickelt. In der Umgebung befinden sich viele Wälder. Zurzeit hat Barkowice Mokre 130 Einwohner.